# 충성의 맹세
충성의 맹세(Pledge of Allegiance)는 미국에서 공식의례 등을 거행할 때 성조기에 대하여 충성을 맹세 할 때 쓰이는 문구이다. 현재 충성의 맹세는 다음과 같다.
"나는 미합중국의 국기에 대해, 그리고 이것이 표상하는, 모든 사람을 위해 자유와 정의가 함께하고 신(神) 아래 갈라질 수 없는 하나의 국가인 공화국에 대해 충성을 맹세합니다."

## 역사
굵은 글씨는 바뀐 부분을 나타낸다.
1892년
"I pledge allegiance to my flag and the republic for which it stands: one nation indivisible, with liberty and justice for all."
1892년부터 1923년까지
"I pledge allegiance to my flag and to the republic for which it stands: one nation indivisible, with liberty and justice for all."
1923년부터 1954년까지
"I pledge allegiance to the flag of the United States of America, and to the republic for which it stands: one nation indivisible, with liberty and justice for all."
1954년부터 현재까지
"I pledge allegiance to the flag of the United States of America, and to the republic for which it stands: one nation, under God, indivisible, with liberty and justice for all."

## 논란
"신(神) 아래(Under God)" 부분은 냉전체제 아래에서 신의 존재를 부정하는 소련에 대항하기 위해 삽입한 구절이나, 현재는 국교금지조항의 원칙에 어긋난다는 비판을 받고 있다.

## 같이 보기
- In God We Trust